# 约翰·安德烈·福尔芳
约翰·安德烈·福尔芳（挪威語：Johann André Forfang，1995年7月4日—）生于特罗姆斯郡特罗姆瑟，是一名挪威男子跳台滑雪运动员。

## 生平
约翰受哥哥的影响开始练习跳台滑雪，12岁时，他首次参加跳台滑雪比赛，16岁时，他离开了家，前往特隆赫姆，希望能和哥哥一样加入国家队。2014年，他在瑞士恩格尔贝格完成了个人的世界杯分站赛首秀。

## 家庭
约翰的哥哥达尼埃尔·福尔芳也是一名跳台滑雪选手。